# 日本ブラジリアン柔術連盟
一般社団法人日本ブラジリアン柔術連盟（にほんブラジリアンじゅうじゅつれんめい、Japan Brazilian Jiu-Jitsu Federation / JBJJF）は、日本のブラジリアン柔術の業界団体、国内競技連盟である。国際ブラジリアン柔術連盟（IBJJF）公認。

## 歴史

### 設立
日本ブラジリアン柔術連盟は、1996年に渡辺孝真によって設立された。渡辺は、ブラジル在住時にヒクソン・グレイシーの元で柔術を学んでいた経験があり、そのためヒクソンが来日した際には通訳も行っていた。
設立当初は、全日本選手権の開催と、帯の登録によるIDカード発行が主な活動だった。その後、IBJJF主催のアジアオープン柔術選手権を日本に招致した。また、2007年にはIBJJFの帯昇格規定と、公式ルールの翻訳版を公布した。2011年には、英語名称をBrazilian Jiu-Jitsu Federation of Japan（BJJFJ）からJapan Brazilian Jiu-Jitsu Federation（JBJJF）と変更している。
衆議院議員の安井潤一郎が日本ブラジリアン柔術連盟の顧問に就任。

### 他団体の設立
日本ブラジリアン柔術連盟の設立者である渡辺孝真が、ヒクソン・グレイシーを会長とした全日本柔術連盟（JJFJ）を設立した。渡辺は理事長の職に、エリオ・グレイシーが相談役に就いた。この時BJJFJの会長だった中井祐樹は、珍しいことではないと発言し、過去にも何度か新連盟の立ち上げの話があったことも暴露した。また、静観の姿勢を保つ方針を明らかにした。
2008年6月27日に、リオデジャネイロ市に本部を置く国際ブラジリアン柔術連盟（IBJJF）から、日本における唯一のブラジリアン柔術の国内競技連盟であると認定される。これは、IBJJFがIOCで一般的な「一国一団体」という方針を持っているからである。
そののち、JJFJは「寝技柔術」の名でブラジリアン柔術を始めたGAISFに加盟している国際柔術連盟の国内競技連盟になる。GAISFというのはIOC公認団体で、国際競技連盟の集まりである。